# 丁锦昊事件

“丁锦昊到此一游”涂鸦

丁锦昊事件是指在2013年5月，南京中学生丁锦昊在埃及卢克索神庙有3500年歷史的浮雕上涂写“丁锦昊到此一遊”被网友微博披露所引发的事件
 。

## 事件经过
- 2013年5月24日晚上11点左右，网友“空游无依”在新浪微博称在埃及卢克索神庙的浮雕上发现“丁锦昊到此一游”几个字。至25日晚11点，评论已达11000多条，转发达到83000多条，网上的相关评论则达数十万条[4]。
- 5月25日，网友“蜡笔小球”称已经人肉搜索到“丁锦昊”的资料。[5]
- 5月25日晚11点左右，《现代快报》记者李绍富在微博上表示，丁锦昊的父母已经道歉，并希望能给孩子改错的机会。据丁锦昊的父母称，“题字风波发酵后，孩子哭了一整夜。”[6]
- 5月26日下午丁锦昊曾经就读的小学网站被黑，访问时弹出“丁锦昊到此一游”的窗口。[7]
- 5月26日，据新华社摄影记者拍摄的一张照片，浮雕右侧人物上的涂鸦已基本被清除。[8]

## 政府反应
- 中华人民共和国外交部发言人洪磊表示，外交部已经对此事件进行了回应，并呼籲公民出國旅遊能遵守當地法律法規，要有文明的舉止。[9]
- 国家旅游局亦对该事件进行了回应，同时在其官方网站首页醒目位置再次贴出了《中国公民国内旅游文明行为公约》和《中国公民出国(境)旅游文明行为指南》，并加上“提升公民素质提倡文明旅游”提示。[10]

## 相关法律
据1983年颁布实施的《埃及文物保护法》第三章第四十五条第2款，凡在文物上张贴广告、宣传画；在文物上书写、刻画或涂抹的，可判处3个月以上1年以下的拘役，并处100埃镑以上，500埃镑以下的罚款。